# 傅良佐

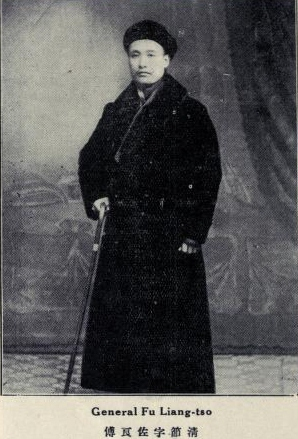
傅良佐(Who's Who in China 3rd ed.，1925年)

傅良佐（1873年—1924年），字清节，湖南省乾州厅（今吉首市乾州街道）人，清朝及中华民国政治人物。他是段祺瑞手下「四大金剛」之一（其他三人为靳雲鵬、徐樹錚、吴光新或是曲同丰）。

## 生平
1894年（光緒20年），傅良佐入湖南時務学堂，转学北洋武備学堂，后由袁世凯保送日本留学，自陸軍士官学校第3期砲兵科毕业。归国後，他历任北洋督練处提調、兵備帮办。1907年（光緒33年），他在東三省兵備处擬訂軍制，后来升任吉林边務帮办兼護理督办事宜。此後，他被袁世凱聘为軍事参議。
中華民国成立後的1912年（民国元年），傅良佐任袁世凯的总統府军事处处長，升任中将。同年11月，他任察哈爾副都統。翌年6月，他转往直隷省，任薊楡鎮守使及高等軍事裁判处处長。
1916年（民国5年）5月6日，傅良佐升任陸軍次長（陸軍總長是段祺瑞兼任），成為段祺瑞手下「四大金剛」之一。翌年（1917年）7月張勳復辟时，他辅佐段祺瑞讨伐張勳。8月6日，傅良佐便因功升任湖南督军，8月9日，又加陆军上将衔。傅良佐到湖南後，即免去湘军第一師第二旅旅長林修梅和零陵镇守使刘建藩的军职（兩人均参加中国同盟会，他們的上司国民党元老湖南省長兼督军谭延闿亦於一個月前被段祺瑞免职）。9月18日，林、刘二人在零陵宣告独立，护法战争爆发。因为北軍司令王汝賢突然要求停战，11月15日傅良佐怆惶逃回北京。11月18日，他被北京政府免职，且于1918年（民国7年）2月5日送交军事法院審讯。因傅良佐曾在東三省任官，他便跑到奉天，讬庇于张作霖，张作霖为他求情，所以新任大总统徐世昌在10月11日撤销了军事審讯。后来傅良佐便转任边防督办公署参谋长。1919年8月10日，授冠威将军。
1920年（民国9年）7月直皖战争时，傅良佐作为段祺瑞的密使到天津同直系进行交涉。后来，他被直系逮捕收監。結果皖系在直皖战争中敗北，他也于1922年（民国11年）5月被释放。此後，他从政界引退，在天津闲居。
1924年（民国13年），他在天津逝世。

## 家庭
傅良佐之父傅锡畴为清朝官员，与段祺瑞为莫逆之交。